# Ikarus 263T
Az Ikarus 263T egy magaspadlós trolibusz, amelyet a Pongratz-Köbanya trolibusztelepen egy Ikarus 263.10 átalakító busz átszerelésével hoztak létre egyetlen példányban.

## Történet
A múltban ez a jármű az Ikarus 263.10 autóbusz-módosítása volt, és eredetileg Oroszországba való exportra szánták. Az autóbusz megkapta a GZF-169 állami számot és Debrecenbe szállították. A 2000-es évek közepén a buszon a tervezett gázberendezések beépítése érdekében korszerűsítésen esett át, amelyhez négy csőbordát hegesztettek át a tetőn az utastérben. 2010-ben Budapest megvásárolta és bekerült az óbudai autóbuszparkba. 2014 októberében az autóbuszt a belső égésű motor elhasználódása miatt kivonták az utasforgalomból, majd később behajtott a Pongratz-Köbanya trolibusz telephelyére, hogy trolibuszává alakítsák át. Azt a körülményt, hogy a gépet csak oktatói korszerűsítésre választották, a drága alacsonypadlós Solaris Trollino 12-es trolibuszok irracionalitása indokolta az új vezetők betanítására. A korszerűsítés során a karosszéria és a belső tér nagyjavítására került sor, valamint minden dízel alkatrészt elektromosra cseréltek. A trolibusz a Ganztól és a Lantától kapott elektromos berendezéseket, az Ikarus 280.94-es módosítás leállított trolibuszaitól kölcsönözve, tirisztor-impulzus vezérléssel rendelkezik. Megkülönböztető jellemző volt az oldalsó tetőn lévő védőbástyák alkalmazása is, amelyeket azonban az Ikarus 280T trolibusz korszerűsített módosításainál nem alkalmaztak. Az ülések száma 12-re csökkent, ami a középső ajtóval szemben és a hátsó tengely fölé három inverteres szekrény beépítésének köszönhető. A kabin hátuljában van egy kontaktor panel. A trolibusz vezetői oktatófülkével van felszerelve, az oktatói ülésbe pedig kiegészítő fékpedál és vészleállító gomb került. A vezető torpedója hibaszimulátor kijelzőpanellel van felszerelve, amely lehetővé teszi az oktató számára, hogy szimulálja a jármű működésével kapcsolatos különféle problémákat.

## Galéria

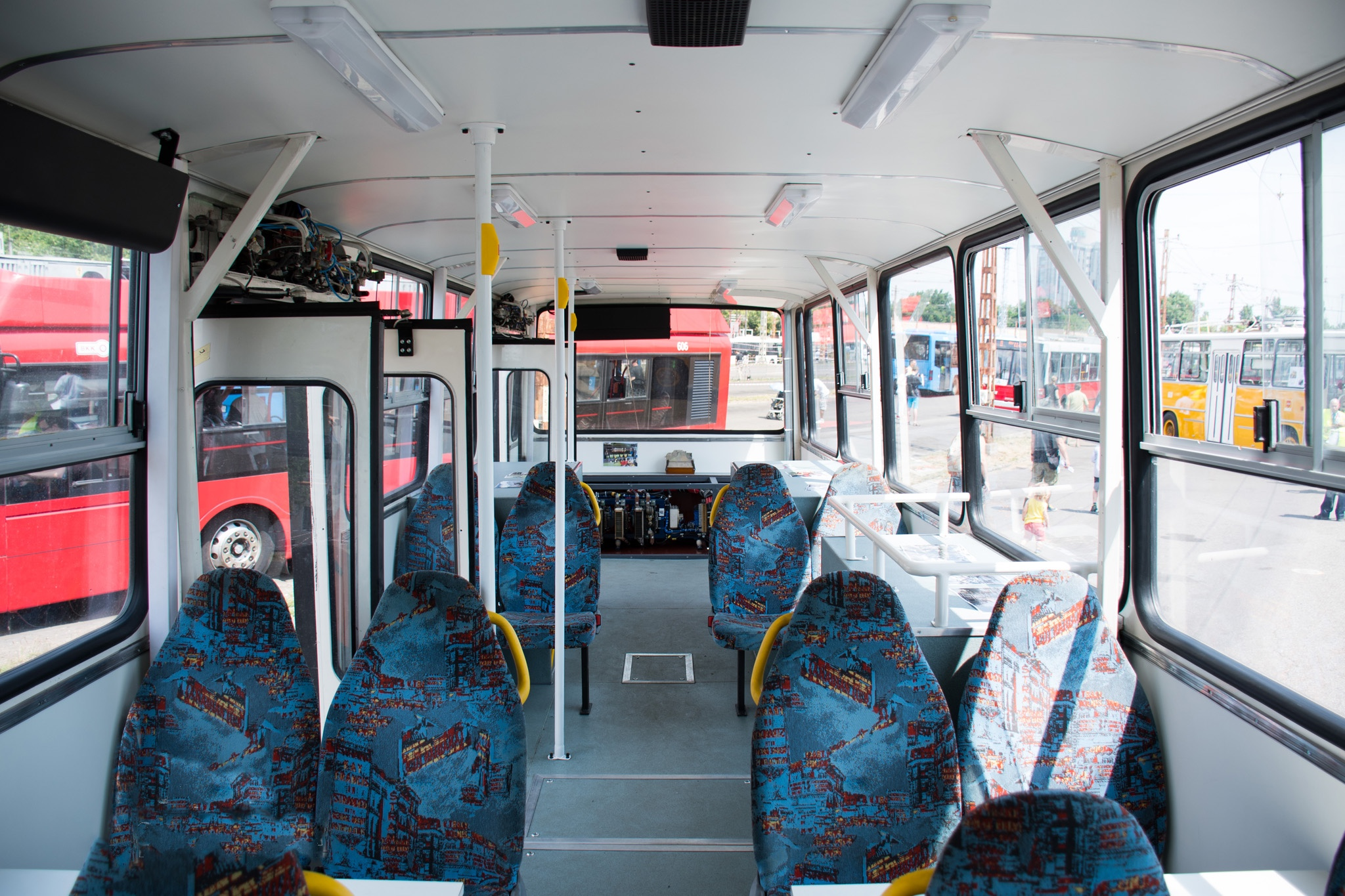
Szalon
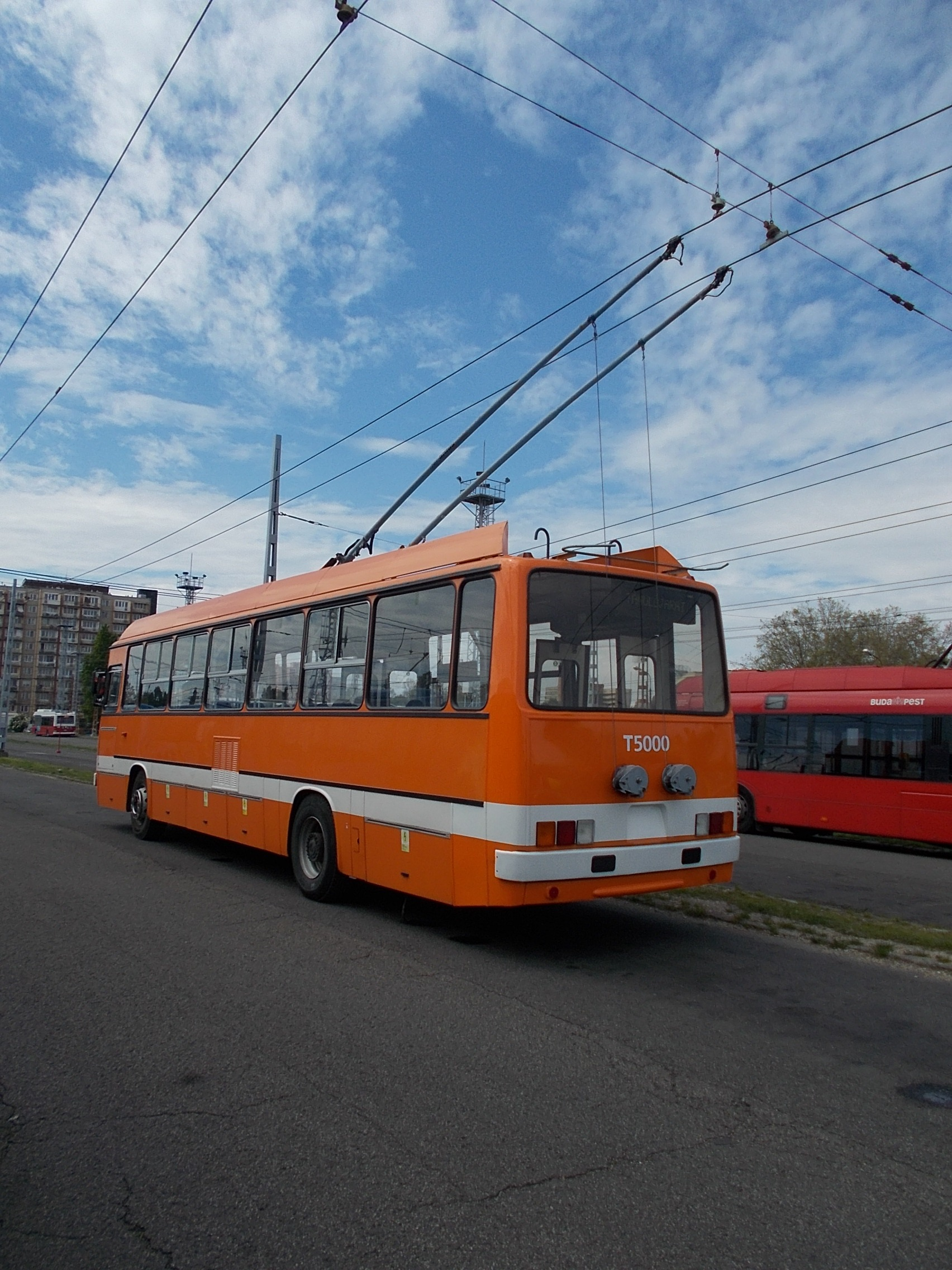
Hátsó nézet

## Lásd még
- Ikarus 263